# TV Nova
TV Nova é uma emissora de televisão brasileira sediada em Olinda, porém concessionada no Recife, respectivamente cidade e capital do estado de Pernambuco. Opera no canal 22 (21 UHF digital) e é afiliada a TV Cultura. Fundada por Pedro Paulo de Carvalho Neto em 2004, a emissora faz parte da Fundação de Comunicação e Arte (Funcomarte).

## História

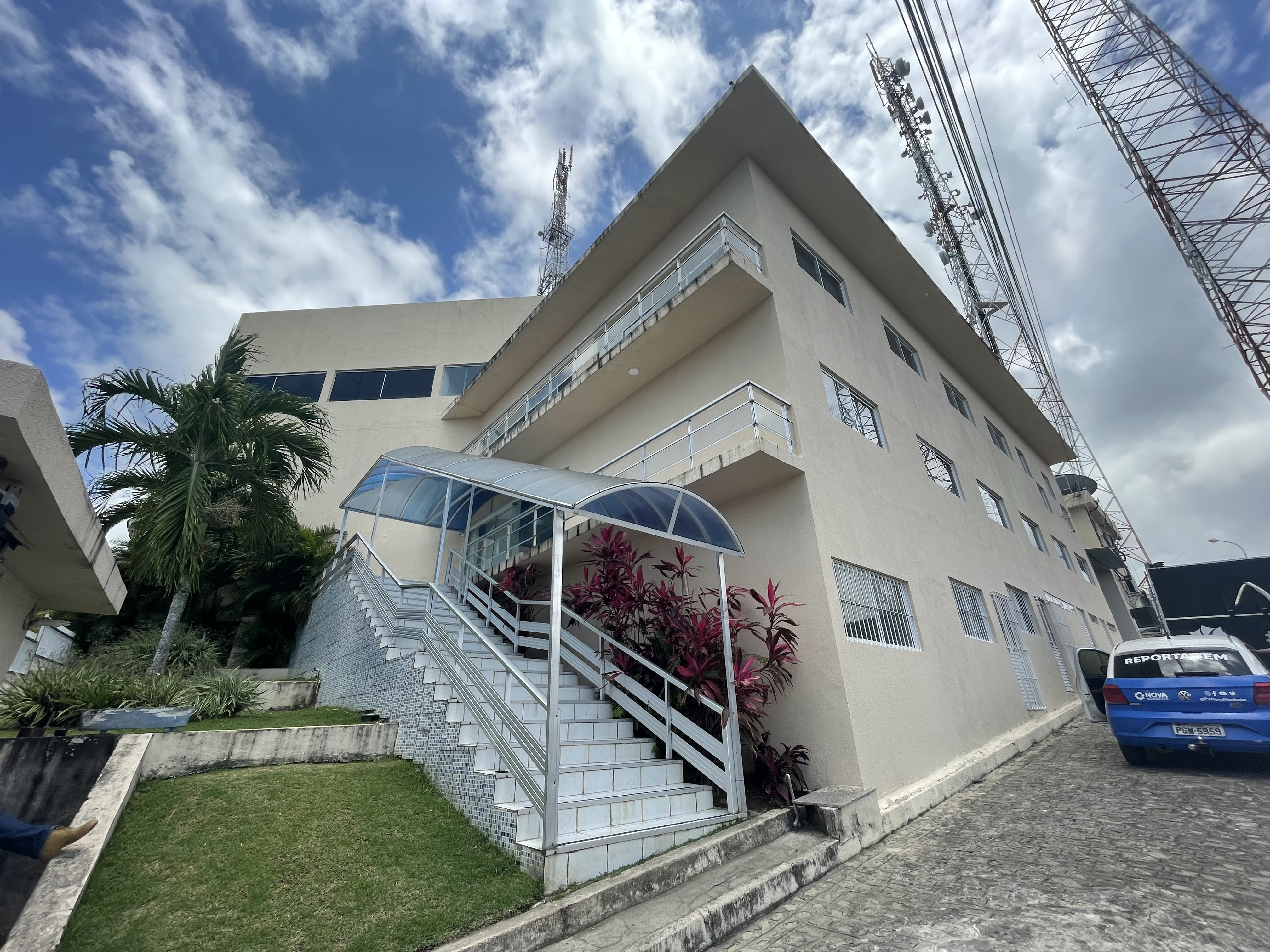
Sede da emissora, 2022

A emissora entrou no ar no dia 9 de dezembro de 2004, direto de seus estúdios, localizados no Morro do Peludo, no bairro de Ouro Preto em Olinda. Antes disso, já estava no ar desde 2003, como canal de teste. A primeira imagem levada ao ar foi em 2003, a imagem era da TV Câmara. As primeiras imagens exibidas pela emissora (ainda em teste) foram captadas por uma câmera amadora. A emissora foi idealizada pelo comunicador Pedro Paulo de Carvalho Neto, com o intuito de oferecer ao telespectador um diferencial na programação dos canais de televisão de Pernambuco. Na ocasião, a emissora era a única a exibir programação local em UHF no canal 22. Eram 11 horas diárias, com os mais variados programas.
Ao longo dos quase 20 anos no ar, a emissora se destaca no estado de Pernambuco por valorizar a cultura regional (a TV Nova é a única emissora do estado a fazer grande cobertura durante o Carnaval, São João, festas de inverno no interior, etc. Devido à grande audiência nas coberturas ao vivo da TV Nova, outras emissoras de Pernambuco passaram a abrir mais espaço na programação local para cobertura de eventos). No final de 2013, a TV Nova Nordeste assinou contrato para retransmitir a programação da TV Cultura.
A partir de 2016, deixou de ser chamada de TV Nova Nordeste, passando a se chamar apenas TV Nova. Em 9 de agosto de 2016, a emissora inicia parceria com a TV Golfinho de Fernando de Noronha para transmissão da TV Cultura no arquipélago.

## Sinal digital
| Canal virtual | Canal digital | Proporção de tela | Programação                                   |
| ------------- | ------------- | ----------------- | --------------------------------------------- |
| 22.1          | 21 UHF        | 1080i             | Programação principal da TV Nova / TV Cultura |
| 22.2          | 21 UHF        | 480i Widescreen   | TV Cultura                                    |
| 22.3          | 21 UHF        | 480i Widescreen   | Nova FM                                       |

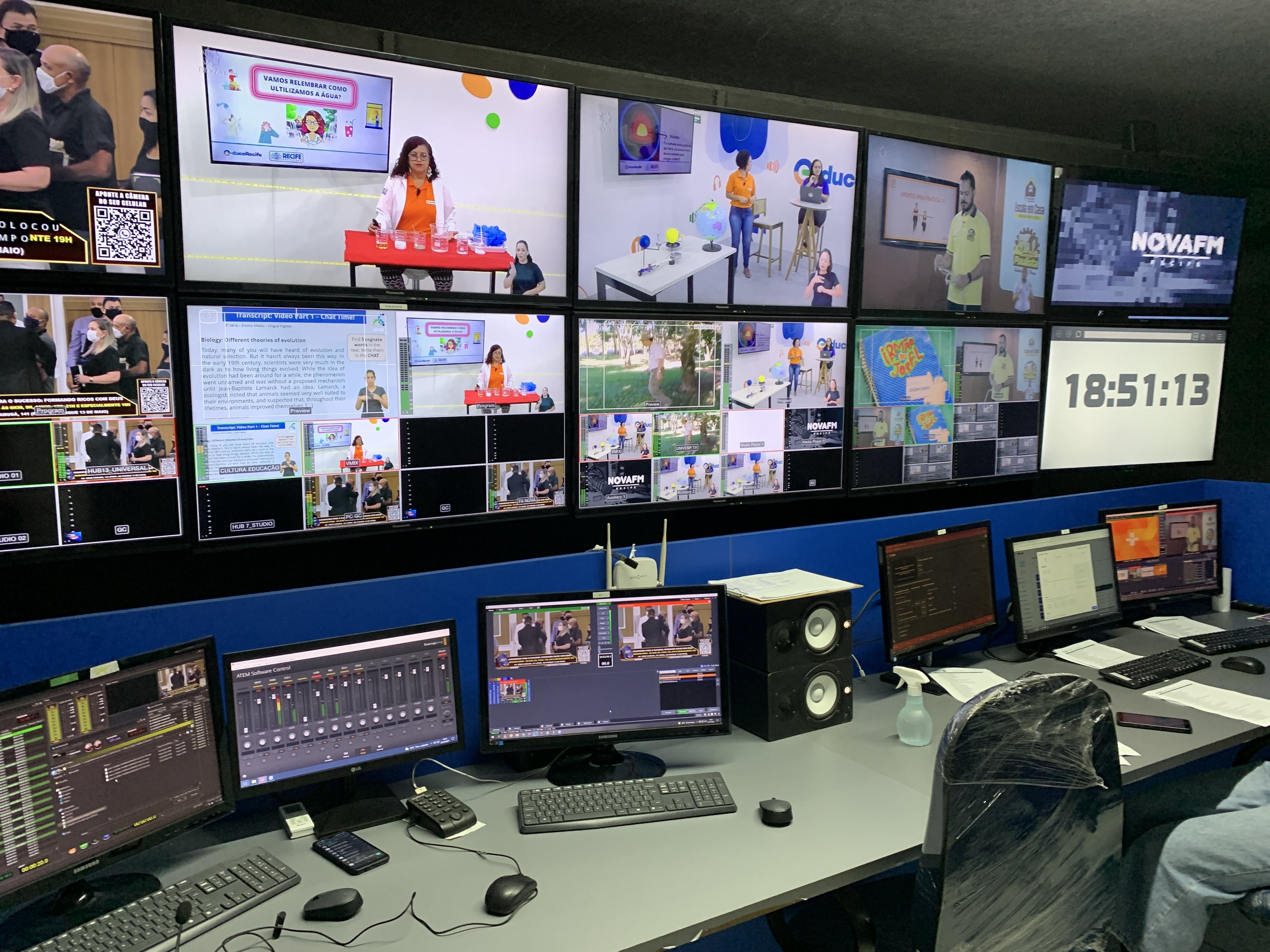
Master da emissora, 2021

A emissora iniciou suas transmissões digitais em 17 de fevereiro de 2012, através do canal 21 UHF para Recife e áreas próximas. Em 13 de abril de 2020, a TV Nova começou a utilizar o recurso de multiprogramação, colocando no ar pelo canal 22.2, a N2 Educação, que passou a retransmitir teleaulas do projeto Educa PE, para alunos da rede estadual de ensino que tiveram o ano letivo interrompido pela pandemia de COVID-19, além de reprises de programas do canal principal. Dias depois, entrou no ar pelo 22.3 a TV Família, que retransmitia a programação da Univesp TV, e pelo 22.4, entrou no ar a TV Massangana, que durante sua existência apenas exibiu um slide com o nome do que poderia ser um canal de TV vinculado à Fundação Joaquim Nabuco.
Em 2021, os canais da multiprogramação foram renomeados para TV Nova Educação, e foi ativado ainda o canal 22.5, retransmitindo a programação da rádio Nova FM. Em 12 de abril, o canal 22.3 passou a exibir teleaulas para os alunos da rede municipal de Vitória de Santo Antão, sob o nome Vitória Ensina em Casa. Em 4 de maio, o canal 22.2 passou a exibir teleaulas para os alunos de Jaboatão dos Guararapes, através da TV Escola Jaboatão. E por fim, em 28 de junho, os canais de 1 a 4 passaram a exibir teleaulas para a rede municipal do Recife, através do Educa Recife.
Transição para o sinal digital
Com base no decreto federal de transição das emissoras de TV brasileiras do sinal analógico para o digital, a TV Nova, bem como as outras emissoras do Recife, cessou suas transmissões pelo canal 22 UHF em 26 de julho de 2017, seguindo o cronograma oficial da ANATEL.